# سيرجي لوباتين
سيرجي لوباتين (بالروسية: Сергей Евгеньевич Лопатин)‏ هو رباع روسي، ولد في 19 مارس 1939 في ساراتوف في روسيا، وتوفي في 17 يناير 2004 في موسكو في روسيا.